# フセヴォロド・ムスチスラヴィチ (スモレンスク公)
フセヴォロド・ムスチスラヴィチ（ロシア語: Всеволод Мстиславич、? - 1249年）は、ムスチスラフ3世の子である。プスコフ公：1214年。ノヴゴロド公：1219年 - 1221年。スモレンスク公：1238年頃 - 1249年。

## 生涯
1219年、父のムスチスラフによって、フセヴォロドの兄のスヴャトスラフが治めるノヴゴロドに派遣され、ノヴゴロド公となった。同年、1万6千人の軍勢と共に、ヴェンデン（現ツェーシス）のドイツ人、リトアニア人に対する遠征を行い、勝利を得て凱旋した。しかし領土内では、ポサードニクのトヴェルディスラフ(ru)と反目するようになった。
1220年、フセヴォロドはスモレンスクへ去ったが、そこからトルジョクへと赴き、その際にノヴゴロドへ戻ってくると、トヴェルディスラフの管理する住民の半分を殺そうとした。この時トヴェルディスラフは病気にかかっていた。武装し、公の屋敷を焼くフセヴォロドに対し、トヴェルディスラフはそりで教会へと運び込まれた。ノヴゴロドの人々が集まり、防衛のために周りをとり囲んだ。フセヴォロドは、ノヴゴロドの人々に死をもいとわない覚悟があるのを見て、手を出すことができなかった。司教の仲介のもと和睦が成立したが、トヴェルディスラフは病気を理由に市長を辞した。一方のフセヴォロドもまた、1221年に、ノヴゴロドの人々によって追放された。
その後モンゴルのルーシ侵攻が始まり、フセヴォロドは1223年のカルカ河畔の戦いに参加した。1238年に兄のスヴャトスラフの死によって、スモレンスク公となった。なお同年3月に、モンゴル軍の主力部隊が、スモレンスクから東に30kmの地点を通過している。また、『メルクリー・スモレンスキー聖人伝』は、モンゴル軍の破壊行為について伝えているが、この時のフセヴォロド（あるいは前任のスヴャトスラフ）がどのような行動をとったのかについては明らかではない。
1239年、リトアニア大公国の攻撃を受けた後に、ウラジーミル大公ヤロスラフがスモレンスクのリトアニア軍を討ち、フセヴォロドはスモレンスクの支配権を回復している。これ以降のフセヴォロドに関する記述は詳らかではない。